# Henri II de Reuss-Gera
Henri II de Reuss-Gera (branche cadette), surnommé le Posthume (10 juin 1572 à Gera - 23 décembre 1635 à Gera) est seigneur de Gera, de Lobenstein et d'Oberkranichfeld.

## La vie
Henri II est né à titre posthume, comme le fils unique de Henri XVI de Reuss-Gera (1530-1572), le fondateur de la branche Cadette, et son épouse, la comtesse Dorothée de Solms-Sonnewalde (1547-1595).
Henri réussit à promouvoir l'éducation et l'économie de son pays. En 1608, il fonde le lycée Rutheneum à Gera (maintenant le Goethe-Gymnasium/Rutheneum). Contre l'avis de son conseiller théologique, il accorde l'asile à des calvinistes réfugiés en provenance de la Flandre et logés dans sa capitale, la ville de Gera. Cela conduit à une recrudescence de la production de la laine et un boom économique. Au cours de son règne, Gera devient aussi un centre culturel. Il est un invité fréquent dans les cours de Vienne et de Dresde.
Henri II est mort le 23 décembre 1635, et est enterré dans l'église Salvator à Gera. Il a commandé au compositeur Heinrich Schütz ses obsèques en musique pour cette occasion. Son cercueil richement décoré de cuivre, avec des proverbes bibliques et des chorals évangéliques, est transféré à l'église Saint-Jean en 1995. En 2011, il est montré dans une exposition sur les pratiques funéraires dans le début de l'ère moderne dans le musée de la ville de Gera. Il est également exposé dans le Musée pour Sépulcrale de la Culture dans la ville de Cassel.

## Mariages et descendance
À Weikersheim le 7 février 1594, Henri II épouse Magdalena (28 décembre 1572 - 2 avril 1596), fille de Wolfgang, comte de Hohenlohe-Weikersheim-Langenbourg. Ils ont une fille :
- Dorothée Magdalena (25 février 1595 - 29 octobre 1647), mariée en 1620 à Georges de Kirchberg.

À Rudolstadt, le 22 mai 1597, Henri II épouse Madeleine de Schwarzbourg-Rudolstadt (12 avril 1580 - 22 avril 1652), fille du comte Albert VII de Schwarzbourg-Rudolstadt. Ils ont dix-sept enfants:
- Julienne Marie (1er février 1598 - 4 janvier 1650), mariée en 1614 à David de Mansfeld-Schraplau.
- Henri Ier (21 février 1599 - 27 juillet 1599)
- Agnès (17 avril 1600 - 1er février 1642), mariée en 1627 à Ernest Louis de Mansfeld-Heldrungen.
- Élisabeth Madeleine (8 mai 1601 - 4 avril 1641).
- Henri II (14 août 1602 - 28 mai 1670), Seigneur de Gera et Saalburg.
- Henri III (31 octobre 1603 - 12 juillet 1640), Seigneur de Schleiz.
- Henri IV (21 décembre 1604 - 3 novembre 1628).
- Henry V (3 novembre 1606 - 3/7 novembre 1606), jumeau avec Henry VI.
- Henry VI (3 novembre 1606 - 3/7 novembre 1606), jumeau avec Henry V.
- Sophie Hedwige (24 février 1608 - 22 janvier 1653).
- Dorothée Sibylle (7 octobre 1609 - 25 novembre 1631), mariée en 1627 à Christian Schenk de Tautenbourg.
- Henry VII (15 octobre 1610 - 24 juillet 1611).
- Henry VIII (19 juin 1613 - 24 septembre 1613).
- Anne Catherine (24 mars 1615 - 16 février 1682).
- Henry IX (22 mai 1616 - 9 janvier 1666), Seigneur de Schleiz.
- Ernestine (19 mars 1618 - 23 février 1650), mariée en 1639 à Otto Albert de Schönbourg-Hartenstein.
- Henri X (9 septembre 1621 - 25 janvier 1671), Seigneur de Lobenstein et Ebersdorf.